# أتسوتا-كو
أتسوتا-كو (باليابانية: 熱田区) هو حي في اليابان، يقع في ناغويا، بلغ عدد سكانه 66,390 نسمة وذلك حسب إحصائيات سنة 2017، تبلغ مساحته 8.13 كيلومتر مربع.

## الموقع
يشترك في الحدود مع:
- شووا-كو
- ميزوهو-كو
- Minato-ku, Nagoya [الإنجليزية]‏
- ناكاغاوا-كو
- Naka-ku, Nagoya [الإنجليزية]‏
- Minami-ku, Nagoya [الإنجليزية]‏.

## أعلام
- كاتسوهيكو يامادا
- يوكيكو أوكادا
- ميناموتو نو يوريتومو